# Nikolaï Dobronravov
Nikolaï Nikolaïevitch Dobronravov (en russe : Никола́й Никола́евич Добронра́вов), né le 22 novembre 1928 à Léningrad (république socialiste fédérative soviétique de Russie, URSS) et mort le 16 septembre 2023 à Moscou (Russie), est un poète et parolier soviétique puis russe, auteur de textes de chansons et lauréat en 1982 du prix national d'URSS.

## Biographie
Nikolaï Dobronravov naît à Léningrad. Il est évacué au début de la guerre à Gorki et habite à partir de 1942 à Malakhovka (raïon de Lioubertsy) dans l'oblast de Moscou. C'est là qu'il termine l'école secondaire avec une médaille d'or.
Il obtient deux diplômes d'études supérieures : il termine en 1950 l'école-studio du Mkhat et en 1952 l'institut de Moscou de formation des instituteurs,.
Il habite et travaille à Moscou.

## Œuvre
Les chansons de Dobronravov sont extrêmement populaires à l'époque de l'URSS et répandues dans toute l'Union, ainsi que dans les pays de l'Est. Les énormes succès qu'il remporte sont renforcés par le fait qu'il travaille en collaboration avec son épouse, Alexandra Pakhmoutova, qui en compose la musique. Le coauteur de beaucoup de ses textes, Sergueï Grebennikov, est aussi très populaire.
Dobronravov ne se limite pas à la musique de son épouse, il travaille aussi avec des compositeurs tels que Mikhaïl Tariverdiev, Arno Babadjanian, Polad Bül-Bül Ogly ; Sigismund Katz, Evgueny Martynov, Arcady Ostrovsky, Mouslim Magomaïev ou encore Mikhaïl Tchouïev.
Ses chansons ont été interprétées par : le chœur d'enfants de la radio et télévision centrale de l'URSS sous la direction de Viktor Popov, par Sergueï Lemechev, Georg Ots, Anna German, Lev Barachkov, Lioudmila Zykina, Youri Gouliaïev, Mouslim Magomaïev, Joseph Kobzon, Maïa Kristalinskaïa, Lev Lechtchenko, Sofia Rotaru, Nikolaï Baskov, Vadim Mulerman, Nonna Mordioukova, Edita Piekha, Tamara Gverdtsiteli, Alexandre Gradski, Sergueï Penkine, Édouard Khil, Valentina Tolkounova, Mikhaïl Tchouïev, les ensembles Pesniary, Plamia, Samotsvety,  Yan Ossine, Nadejda, Verassy, Dobry Molodtsy, Siabry, le groupe de Stas Namine, le groupe Grajdanskaïa Oborona, etc...
Élevé dans un pensionnat pendant toute la Seconde Guerre mondiale, Dobronravov a su restituer l'atmosphère spirituelle de ces années difficiles de disette et de souffrances liées à la guerre, ainsi que celles de l'immédiat après-guerre. Contemporain ensuite des années de la conquête de l'espace et des jeux olympiques de 1980, Dobronravov a su les chanter avec talent. Il donne une aura romantique et héroïque aux exploits des cosmonautes, aux réussites professionnelles des géologues et des travailleurs dans le domaine de l'énergie ou encore aux succès sportifs des champions de hockey. 
Après la dislocation de l'URSS, ses textes prennent aussi une teinte religieuse.